# Troncs celestes
Troncs Celestes o tiges del cel (en xinès: 天干; pinyin Tiāngān) és un sistema d'ordinals xinès originat durant la dinastia Shang, vers el 1250 aC, format per deu unitats o subdivisions, com a noms dels deu dies de la setmana. Eren també utilitzats en el ritual del període Shang com a noms per als membres de la família difunts, a qui s'oferia sacrificis en el dia corresponent de la setmana Shang. Els troncs celestes s'usaven en combinació amb les branques terrestres, un cicle similar de dotze dies, per produir el cicle sexagesimal, compost de seixanta dies. Posteriorment, els troncs celestes van perdre la seva funció original com a noms dels dies de la setmana o de familiars morts, i van adquirir molts altres usos, el més important dels quals i el que han perviscut més temps ha estat el seu ús combinat amb les branques terrestres com a calendari amb un cicle de 60 anys. També s'utilitza encara en astrologia xinesa i en certes disciplines del Feng Shui.

## Taula
|                 | Tronc celeste | Xinès           | Xinès     | Xinès              | Xinès   | Japonès (romaji) | Japonès (romaji)      | Coreà (RR)  | Manxú (Möllendorff)                | Vietnamita | Yin i Yang (陰陽) | Wu Xing (五行) | correlacions Wu Xing |
| Mandarin Zhuyin | Tronc celeste | Mandarin Pinyin | Wu Wuupin | Cantonese Jyutping | On'yomi | kun'yomi         |                       | Coreà (RR)  | Manxú (Möllendorff)                | Vietnamita | Yin i Yang (陰陽) | Wu Xing (五行) | correlacions Wu Xing |
| --------------- | ------------- | --------------- | --------- | ------------------ | ------- | ---------------- | --------------------- | ----------- | ---------------------------------- | ---------- | ----------------- | -------------- | -------------------- |
| 1               | 甲            | ㄐㄧㄚˇ         | jiǎ       | ciaeh43            | gaap3   | コウ (kō)        | きのえ (kinoe)        | 갑 (gap)    | ᠨᡳᠣᠸᠠᠩᡤᡳᠶᠠᠨ (niowanggiyan, "verd") | giáp       | 陽 (yang)         | 木 (Fusta)     | 東 Est               |
| 2               | 乙            | ㄧˇ             | yǐ        | ieh43              | jyut6   | オツ (otsu)      | きのと (kinoto)       | 을 (eul)    | ᠨᡳᠣᡥᠣᠨ (niohon)                    | ất         | 陰 (yin)          | 木 (Fusta)     | 東 Est               |
| 3               | 丙            | ㄅㄧㄥˇ         | bǐng      | pin51              | bing2   | ヘイ (hei)       | ひのえ (hinoe)        | 병 (byeong) | ᡶᡠᠯᡤᡳᠶᠠᠨ (fulgiyan, "vermell")     | bính       | 陽 (yang)         | 火 (Foc)       | 南 Sud               |
| 4               | 丁            | ㄉㄧㄥ          | dīng      | ting44             | ding1   | テイ (tei)       | ひのと (hinoto)       | 정 (jeong)  | ᡶᡠᠯᠠᡥᡡᠨ (fulahūn)                  | đinh       | 陰 (yin)          | 火 (Foc)       | 南 Sud               |
| 5               | 戊            | ㄨˋ             | wù        | vu231              | mou6    | ボ (bo)          | つちのえ (tsuchinoe)  | 무 (mu)     | ᠰᡠᠸᠠᠶᠠᠨ (suwayan, "groc")          | mậu        | 陽 (yang)         | 土 (Terra)     | 中 Mig               |
| 6               | 己            | ㄐㄧˇ           | jǐ        | ci51               | gei2    | キ (ki)          | つちのと (tsuchinoto) | 기 (gi)     | ᠰᠣᡥᠣᠨ (sohon)                      | kỷ         | 陰 (yin)          | 土 (Terra)     | 中 Mig               |
| 7               | 庚            | ㄍㄥ            | gēng      | keng44             | gang1   | コウ (kō)        | かのえ (kanoe)        | 경 (gyeong) | ᡧᠠᠨᠶᠠᠨ (šanyan, "blanc")           | canh       | 陽 (yang)         | 金 (Metall)    | 西 Oest              |
| 8               | 辛            | ㄒㄧㄣ          | xīn       | sin44              | san1    | シン (shin)      | かのと (kanoto)       | 신 (sin)    | ᡧᠠᡥᡡᠨ (šahūn)                      | tân        | 陰 (yin)          | 金 (Metall)    | 西 Oest              |
| 9               | 壬            | ㄖㄣˊ           | rén       | nyin223            | jam4    | ジン (jin)       | みずのえ (mizunoe)    | 임 (im)     | ᠰᠠᡥᠠᠯᡳᠶᠠᠨ (sahaliyan, "negre")     | nhâm       | 陽 (yang)         | 水 (Aigua)     | 北 Nord              |
| 10              | 癸            | ㄍㄨㄟˇ         | guǐ       | kue51              | gwai3   | キ (ki)          | みずのと (mizunoto)   | 계 (gye)    | ᠰᠠᡥᠠᡥᡡᠨ (sahahūn)                  | quý        | 陰 (yin)          | 水 (Aigua)     | 北 Nord              |

Els noms japonesos de les Troncs Celestes es basen en el seu corresponent Wu Xing (els cinc elements), mentre que els noms manxús es basen en els colors dels seus elements respectius .

## Origen
Els Shang creien que hi hi havia deu sols, cada un dels quals sortia segons l'ordre d'un cicle de deu dies (旬; xún). Els troncs celestes (tiāngān 天干) eren els noms dels deu sols, els quals podien designar les edats del món, tal com ho feia el mite dels cinc sols dels asteques o les Sis edats del Món de Sant Augustí. Es van trobar en els prenoms dels reis dels Shang en els noms dels seus temples. Aquests noms estaven formats per un terme relacional (Pare, Mare, Avi, Àvia) al qual s'afegia un del deu noms gān (p. ex. Avi Jia). Aquests noms es troben sovint en les estàtues de bronze Shang per designar en honor de qui és l'estàtua (i en quin dia de la setmana s'han de fer els seus ritus, el dia que coincideix amb el seu nom). David Keightley, un estudiós destacat de l'antiga Xina i les estàtues de bronze, creu que els noms gān van ser escollits pòstumament a través de l'endevinació. Alguns historiadors pensen que la classe governant del Shang va tenir deu clans, però no és clar si la seva societat va reflectir el mite o viceversa. Les associacions amb el Yin-Yang i els Cinc elements es van desenvolupar més tard, després de l'esfondrament de la dinastia Shang .
Els significats literals dels caràcters eren els que s'indica en el quadre següent, al costat del seu ús en l'actualitat, que més o menys han mantingut el valor original. Entre els significats moderns, els que deriven de la posició dels caràcters en la seqüència dels troncs celestials s'indica en cursiva.
| Troncs celestes | Significat            | Significat |
| Troncs celestes | Original              | Modern |
| --------------- | --------------------- | --- |
| 甲              | Petxina               | Primer (primer llibre, primera persona, etc.), grup de metil, casc, armadura, paraules relacionades amb escarabats, crustacis, ungles |
| 乙              | Entranyes de peix     | Segon (segon llibre, segona persona, etc.), grup d'etil, gir                                                                          |
| 丙              | cua de peix           | Tercer, brillant, foc, cua de peix(rar)                                                                                               |
| 丁              | Clau (per clavar)     | Quart, adult mascle, robust, forma de T, per colpejar, un cognom                                                                      |
| 戊              | Llança                | (No utilitzat) |
| 己              | Fils en un teler      | un mateix |
| 庚              | Estrella de vespre    | Edat (d'una persona) |
| 辛              | Per ofendre superiors | Amarg, picant o condimentat, (treball) laboriós                                                                                       |
| 壬              | Càrrega               | Carregar a l'espatlla, per confiar en un oficial                                                                                      |
| 癸              | Pastura a punt        | (No utilitzat) |

## Ús actual
Els Tiāngān o troncs celestes s'utilitzen encara generalment en xinès avui dia en les enumeracions, de manera similar com en català es fan servir les lletres de l'alfabet. Per exemple:
- Noms en contractes i documents legals on els europeus utilitzarien A, B, C, etc. A Corea i Japó també utilitzen els troncs celestes en documents legals d'aquesta manera. A Corea, gap (甲) i eul (乙) s'utilitza per indicar el contractista més gran i més petit (respectivament) en un contracte legal, i és de vegades utilitzat com a sinònims en aquest sentit; aquest ús és també comú a l'àmbit de les TIC a Corea.
- Opcions en exàmens d'elecció múltiple, enquestes, etc.
- Substàncies químiques orgàniques (p. ex. metanol: 甲醇 jiǎchún; etanol: 乙醇 yǐchún).
- Malalties (Hepatitis A: 甲型肝炎 jiǎxíng gānyán; Hepatitis B: 乙型肝炎 yǐxíng gānyán)
- Lligues d'esports (Primera divisió: 意甲 yìjiǎ)
- Vitamines (tot i que actualment, en aquest cas, el sistema d'ABC és més popular)
- Els personatges que conversen en un text curt (甲 el que parla primer, 乙 el que respon)
- Les qualificacions dels estudiants a Taiwan. De manera similar a les qualificacions americanes: A, B, C, D i F correspon a 優, 甲, 乙, 丙 i 丁 (yōu, jiǎ, yǐ, bǐng, dīng).
- En astrologia i Feng shui. Els troncs celestes i les branques terrestres formen els quatre pilars de metafísica xinesa en Qi Men Dun Jia i Da Liu Ren.